# Euneomys mordax
Euneomys mordax је врста глодара из породице хрчкова (Cricetidae).

## Распрострањење
Врста је присутна у Аргентини и Чилеу.

## Угроженост
Ова врста није угрожена, и наведена је као последња брига јер има широко распрострањење.